# Perilitus fulvogaster
Perilitus fulvogaster är en stekelart som först beskrevs av Charles Thomas Brues 1926.  Perilitus fulvogaster ingår i släktet Perilitus och familjen bracksteklar. Inga underarter finns listade i Catalogue of Life.